# パコ・ソレール
フランシスコ・マヌエル・"パコ"・ソレール・アテンシア（Francisco Manuel "Paco" Soler Atencia、1970年3月5日 - ）は、スペイン・バレアレス諸島パルマ・デ・マヨルカ出身の元サッカー選手、サッカー指導者。現役時代のポジションはMF。

## 経歴
CIDEマジョルカのカンテラ出身。1988年にRCDマジョルカのBチームに引き抜かれ、1990-91シーズンの4月21日、アトレティコ・マドリード戦にてトップチームデビューとラ・リーガデビューを果たした。1991-92シーズンからレギュラーに定着したが、クラブはセグンダ・ディビシオンへと降格してしまった。1996-97シーズン、マジョルカがラ・リーガの舞台に復帰すると、クラブは黄金期を迎え、ソレールは28歳にして自身初のタイトルとなるスーペルコパ・デ・エスパーニャを、2002-03シーズンにはコパ・デル・レイを獲得した。しかし、後者のシーズンでは、リーグ戦5試合の出場機会しかなく、翌シーズン開幕前に現役を引退した。
プロデビューから現役引退までをRCDマジョルカで全うし、ラ・リーガ通算168試合3得点、マジョルカでの公式戦出場はクラブ歴代最多となる通算423試合であり、28得点を記録した。
また、1992年に母国開催されたバルセロナオリンピックでは、スペイン代表の一員として金メダル獲得に貢献した。

現役引退後は、指導者の道に進み、地元クラブのCDアトレティコ・バレアレスやポルトガルのSCベイラ・マルを率いた。

## タイトル

### クラブ
RCDマジョルカ
- コパ・デル・レイ : 1回 (2002-03)
- スーペルコパ・デ・エスパーニャ : 1回 (1998)

### 代表
U-23スペイン代表
- 夏季オリンピック : 1回 (1992)